# Tsuguo Hongō
Tsuguo Hongō (本郷 次雄, Hongō Tsuguo) est un mycologue japonais, spécialisé en taxinomie et biogéographie des Agaricomycètes, né le 1er novembre 1923 (12e année du règne Taishō) et mort le 2 avril 2007 à Ōtsu.

## Biographie
Diplômé du collège départemental de Shiga Zensho (aujourd'hui lycée Zensho) en mars 1941, Tsuguo Hongō s'inscrit en avril de la même année à la troisième section de sciences de l'école normale supérieure de Hiroshima (université des Sciences humaines), où il achève sa troisième année en septembre 1943, pour entrer en octobre de la même année, au département de biologie de l'université de Hiroshima Bunri. Il y étudie la botanique sous la direction de Yoshio Horikawa et obtient la licence en mars 1946.  
Après la guerre, il retourne dans sa ville natale d'Otsu à partir de mai 1946 en qualité d'instructeur à temps partiel au lycée préfectoral de Shiga Zensho. Il est ensuite chargé de cours dès octobre, dans le même lycée, pour enfin, à partir d'avril 1948, devenir enseignant titulaire du lycée départemental. À partir d'avril 1951, il est nommé assistant à la Faculté des Arts et Sciences de l'Université de Shiga, puis promu maître de conférences en juillet 1954, professeur assistant en décembre 1959 et professeur en avril 1966.
Il est reçu en 1961 à son doctorat, intitulé Agaricales du Japon, à l'université de Kyoto, tandis qu'il travaille sous la direction du professeur Shiro Kitamura.
Il est également chargé de cours à la Faculté d'agriculture de l'Université de Mié, la Faculté des sciences et d'ingénierie de l'Université de Ryukyu, la Faculté d'agriculture, puis la Faculté d'éducation de l'Université d'éducation de Nara. En outre, depuis avril 1985, il est également à la tête de l'école élémentaire rattachée à la Faculté d'éducation de l'Université de Shiga pendant deux ans.
Il est nommé président de la Société mycologique du Japon de 1987 à 1989. Il prend sa retraite en avril 1989 et devient professeur émérite à l'Université de Shiga. En 2003, il reçoit le prix Minakata Kumagusu pour ses contributions en mycologie.  
Tout au long de sa carrière, Hongō a publié plus de 130 articles scientifiques et une douzaine d'atlas et de guides de détermination. Il a décrit 215 nouveaux taxons d´Agaricomycètes de différents biotopes et  latitudes géographiques : principalement du Japon, mais aussi de Nouvelle-Guinée, Papouasie et Micronésie. 
Hongo appartient également à la British Bacteriology Society, à l'American Bacteriology Society, à la Botanical Classification Geography Society (actuellement la Botanical Classification Society) et à la Japan Bacteriology Society.

## Itinéraire et milieux de prospection
À l'époque de l'université de Hiroshima Bunri, Hongo récolte des plantes le plus souvent dans l'île de Miyajima et dans la banlieue de la ville de Hiroshima, et à la même occasion, des champignons sont aussi récoltés et des croquis réalisés. En 1950, il publie un premier rapport dans Botanical Classification and Geography, qui peut être considéré comme son premier article. Depuis lors, les sites d'inventaires sont étendus à tout le Japon et les résultats publiés chaque année dans les bulletins des écoles du premier cycle.
Les spécimens récoltés sont principalement arrangés selon la systématique de Singer, avec quelques modifications apportées dans la compilation des Agarics du Japon, qui constituent sa thèse de doctorat en sciences à l'Université de Kyoto en 1961.
Puis brusquement, en 1970, le domaine de recherches s'étend à l'outre-mer, quand Hongo est missionné par le Musée national des sciences, pour des recherches sur le Matsutake d'Algérie et la prospection de la Papouasie-Guinée (1971). Par la suite, Hongo visite plusieurs fois les pays voisins et multiplie les recherches de champignons en interaction avec des mycologues étrangers. Corée du Sud (1973, 1975, 1978, 1990), Chine (1981, 1995, 1996, 1998), Taïwan (1982, 1984), etc. Il est également envoyé prospecter en Alaska (1976), dans l'est des États-Unis (1977) et en Sibérie (1979).
Dans l'hémisphère sud, une prospection fongique est menée en Nouvelle-Zélande et en Tasmanie (Australie) en 1987 et en Nouvelle-Zélande en 1992. Ceci lui permet de réaliser une série d'études sur la classification et la répartition géographique des champignons agaricoïdes.

## Taxons dédiés à T. Hongō
- Amanita hongoi Bas (1969)[4] [« Faux démon blanc hirsute »] シロオニタケモドキ   Section Lepidella, stirpe Perpasta, espèce découverte au Japon par Hongō, d'abord rapportée à Amanita echinocephala et Amanita virgineoides avant d'être publiée comme espèce nouvelle par Bas, d'après les notes et planches de Hongō.
- Boletus hongoi[5], décrit de l'Inde, Himachal Pradesh.
- Xerula hongoi[6], [ezono-birōdo-tsuétaké エゾノビロードツエタケ]
- Pluteus hongoi[7],[8], Rolf Singer et al., Holotypus A-4070 1984/09/14 Kyoto Japon
- Russula hongoi[9],[10], [sans dénomination japonaise] Holotype par Singer 1989, publication invalide ?
- Strobilomyces hongoi[11], [Ami-ashi-oni-iguchi アミアシオニイグチ]
- Tylopilus hongoi[12]. Holotypus: TNS, Hongo 3954 Hôte-Substrat/Localité: forêt de conifères sous Abies, Picea, Betula: Japon [sans dénomination japonaise]

## Principaux ouvrages
- Imazeki, Rokuya & Hongō, Tsuguo. (1957). 原色日本菌類図鑑 - Genshoku Nihon Kinrui Zukan [Atlas en couleur des champignons du Japon], Vol. 1, 181 pp., Ōsaka; Hoikusha Publishing Co., Ltd.  (ISBN 458630023X)
- Imazeki, Rokuya & Hongō, Tsuguo. (1965). 原色日本菌類図鑑 続 - Genshoku Nihon Kinrui Zukan (suite) [Atlas en couleur des champignons du Japon]. Vol. 2, 224 pp., Ōsaka; Hoikusha Publishing Co., Ltd.  (ISBN 4586300426)
- Imazeki, Rokuya & Hongō, Tsuguo. - きのこ (1973年) (カラー自然ガイド) Kinoko (Guide de la Nature en couleur). Hoikusha Publishers Co.,Ltd.
- Hongō, Tsuguo, (1923-2007), Ueda, Toshiho, (1941-2013) et Izawa, Masana, (1950-). 1985, 検索入門きのこ図鑑 Kensaku nyumon kinoko zukan [La recherche des champignons pour débutants]. Hoikusha Publishing Co., Ltd. 保育社[13]
- Imazeki, Rokuya & Hongō, Tsuguo. (1987). 原色日本新菌類図鑑 I - Genshoku Nihon Shin Kinrui Zukan [Nouvel Atlas en couleur des champignons du Japon], Vol. 1. 315 pp. Ōsaka, Japon; Hoikusha Publishing Co., Ltd.  (ISBN 4586300752)
- Imazeki, Rokuya (1904-1991), Ōtani, Yoshio [大谷吉雄], (1919-?), Hongō, Tsuguo, (1923-2007) et Izawa, Masana, Tōkyō, Yama to Keikoku-sha, 1988  (ISBN 4-635-09020-5 et 978-4-635-09020-9), (OCLC 19564715). Tōkyō, Yama-Kei Publishers Co., Ltd[14]. (ISBN 4635090205)
- Imazeki, Rokuya & Hongō, Tsuguo. (1989). Genshoku Nihon Shin Kinrui Zukan [Nouvel Atlas en couleur des champignons du Japon], Vol. 2. 316 pp. Ōsaka, Japon; Hoikusha Publishing Co., Ltd.  (ISBN 4586300760)
- Hongō, Tsuguo, (1989). Selected Mycological Papers of Dr. Tsuguo Hongo [Articles choisis, réimprimés pour le Jubilaire par l'université de Shiga, Faculté des sciences de l'éducation, laboratoire de biologie]. 362 pp. Ōtsu, Japon;  Université de Shiga.
- Hongō, Tsuguo, Ueda Toshiho, Izawa, Masana. (1994). [きのこ Champignons]. 384 pp. 新装版山溪フィールドブックス,  (ISBN 4635060640) Nouvelle édition Yamakei Field Books, Tōkyō; Yama-kei Publishers Co., Ltd.  (ISBN 4635605345)
- Shimoda, M., et Hongo, T. (2001) 下田道生,　塩津孝博,  本郷次雄 ; 九州で見られるきのこ　なば [15]
- Hongō, Tsuguo, (2003). きのこの細道 - Kinoko no Hosomichi - [La Sente étroite des Champignons]), Tonbo Publ. Co. (ISBN 4887161468)

### Note
1. ↑  Hongo T., « Omi and Yamashiro High Fungi », Botanical Classification and Geography no.14 Volume 2